# Juan de Dios Ramírez Heredia
Juan de Dios Ramírez Heredia (ur. 29 czerwca 1942 w Puerto Real) – hiszpański polityk i działacz społeczny narodowości romskiej, parlamentarzysta krajowy (1977–1986), poseł do Parlamentu Europejskiego (1986–1994, 1999).

## Życiorys
Ukończył studia prawnicze, uzyskał również doktorat w zakresie informatyki na Uniwersytecie Autonomicznym w Barcelonie, kształcił się także w zakresie nauczania początkowego. Pracował jako nauczyciel, następnie od początku lat 70. jako dyrektor Escuela de Readaptación Profesional „San Juan Bosco”, szkoły zawodowej dla osób niepełnosprawnych.
Zaangażował się w działalność polityczną w ramach Unii Demokratycznego Centrum, a następnie Hiszpańskiej Socjalistycznej Partii Robotniczej. W 1977, 1979 i 1982 wybierany na posła do Kongresu Deputowanych trzech kadencji. Po akcesie Hiszpanii do Wspólnot Europejskich objął 1 stycznia 1986 mandat eurodeputowanego II kadencji w ramach delegacji krajowej. Uzyskiwał reelekcję w wyborach powszechnych w 1987 i w 1989, zasiadając w PE do 1994 jako członek grupy socjalistycznej. Ponownie w Europarlamencie pracował przez kilka miesięcy w 1999.
Wieloletni działacz na rzecz społeczności romskiej. W 1971 współtworzył i został wiceprezesem organizacji Unión Romaní Internacional. W 1986 założył i stanął na czele hiszpańskiego stowarzyszenia Unión Romaní Española. Autor i współautor publikacji książkowych poświęconych problematyce mniejszości i społeczności Romów.
W 2008 Uniwersytet w Kadyksie przyznał mu tytuł doktora honoris causa, według dziennika „Público” był pierwszym Romem na świecie uhonorowanym takim wyróżnieniem.